# Werchnjaja Salda
Werchnjaja Salda (russisch Верхняя Салда) ist eine Stadt in der Oblast Swerdlowsk (Russland) mit 46.221 Einwohnern (Stand 14. Oktober 2010).

## Geographie
Die Stadt liegt am Ostrand des Ural, etwa 150 km nördlich der Oblasthauptstadt Jekaterinburg und 35 km östlich von Nischni Tagil, am Fluss Salda. Das Klima ist kontinental.
Die Stadt Werchnjaja Salda ist der Oblast administrativ direkt unterstellt und zugleich Verwaltungszentrum des gleichnamigen Rajons.
Werchnjaja Salda liegt an der 1912 eröffneten Eisenbahnstrecke Nischni Tagil – Alapajewsk.

## Geschichte
Werchnjaja Salda entstand 1778 im Zusammenhang mit dem Bau einer Eisenhütte und -gießerei. Am 25. Februar 1929 erhielt der Ort den Status einer Arbeitssiedlung und am 24. Dezember 1938 das Stadtrecht.

### Bevölkerungsentwicklung
| Jahr | Einwohner |
| ---- | --------- |
| 1939 | 14.783    |
| 1959 | 37.255    |
| 1970 | 44.702    |
| 1979 | 54.652    |
| 1989 | 55.246    |
| 2002 | 51.195    |
| 2010 | 46.221    |

Anmerkung: Volkszählungsdaten

## Kultur, Bildung und Sehenswürdigkeiten

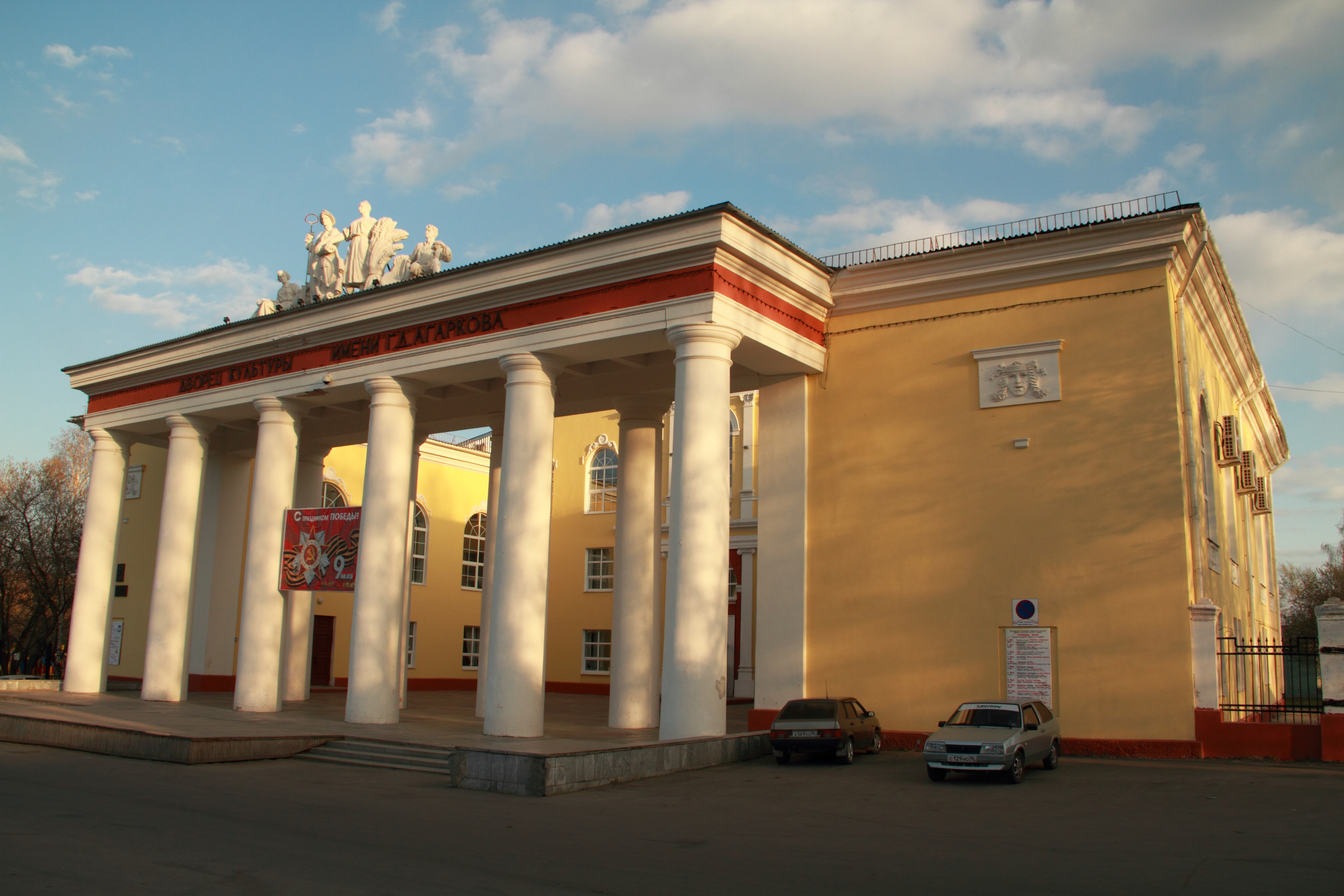
Das Arakow Kulturhaus in Werchnjaja Salda.

In Werchnjaja Salda ist eine Fakultät der Staatlichen Technischen Universität des Uralgebiets (Jekaterinburg) ansässig.

## Wirtschaft
Auf Basis des Eisenwerkes ist in Werchnjaja Salda das wichtigste – und namensgebende – Werk für Titan und Titanlegierungen des weltgrößten Titanproduzenten VSMPO-AVISMA entstanden. Im Jahr 2010 wurde von der Russischen Regierung die Sonderwirtschaftszone „Titanium Valley“ errichtet.
Daneben gibt es Betriebe der Bau- und Lebensmittelwirtschaft.

## Söhne und Töchter der Stadt
- Wassili Sigarew (* 1977), Filmregisseur, Theater- und Drehbuchautor, Filmproduzent und Kameramann
- Iwan Morosow (* 2000), Eishockeyspieler